# Nota gotowości
Nota gotowości ((ang.) Notice of Readiness) – dokument stwierdzający przybycie statku trampowego do portu załadunku lub wyładunku, oraz jego gotowość do czynności przeładunkowych. Nota gotowości składana jest czarterującemu lub jego przedstawicielowi przez kapitana statku.